# 摄政时代

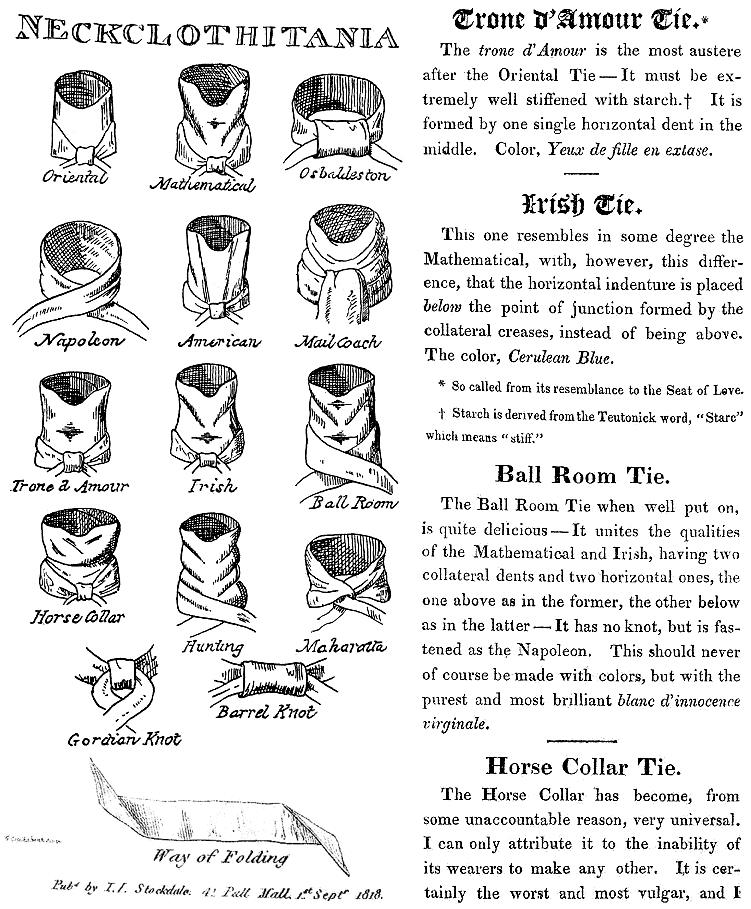
纨绔子弟们被讥为成天只关注打领带的方式(1818 年讽刺画)

摄政时代是指1811年至1820年间，在位的英国国王乔治三世因精神狀態不适于统治，因而他的長子，當時的威爾斯親王，即之后的乔治四世被任命为他的代理人作为摄政王的时期。但在社會史、文化史領域，「攝政時代」一詞亦常用來泛指喬治三世後期到威廉四世時期，大約1795-1837年間的英國，上承喬治時代，下啟維多利亞時代。
此一時期的歐洲發生許多影響重大的歷史事件，例如拿破崙戰爭的結束，歐洲各國為了防止自由主義及革命而開始了歐洲協調機制，工業革命也在此時於英國持續展開，此後並擴張至歐洲大陸，使得人類文明發生巨大的變革。
在文藝方面，西方世界此時處於新古典主義時期，但浪漫主義已方興未艾，攝政時期也是英國名作家珍·奧斯汀作品的創作背景，二十世紀之後英国文壇一度出現專門以攝政時期為主題的羅曼史小說的風潮，令攝政時期在西方的文學史有著特殊的地位。

## 著名人物
- 简·奥斯汀
- 羅伯特·詹金遜，第二代利物浦伯爵
- 阿瑟·韋爾斯利，第一代威灵顿公爵